# دوغلاس ريس
دوغلاس ريس (7 مايو 1991 في البرازيل - ) هو لاعب كرة قدم برازيلي في مركز الدفاع. لعب مع أريس ليماسول وTrindade Atlético Clube ‏ ونادي ريو فيردي وGrêmio Catanduvense de Futebol ‏ وOeste Futebol Clube ‏.

## وصلات خارجية
- دوغلاس ريس على موقع قاعدة بيانات كرة القدم.إي يو (الإنجليزية)
- دوغلاس ريس على موقع Soccerway.com (الإنجليزية)